# Drzwi zewnętrzne

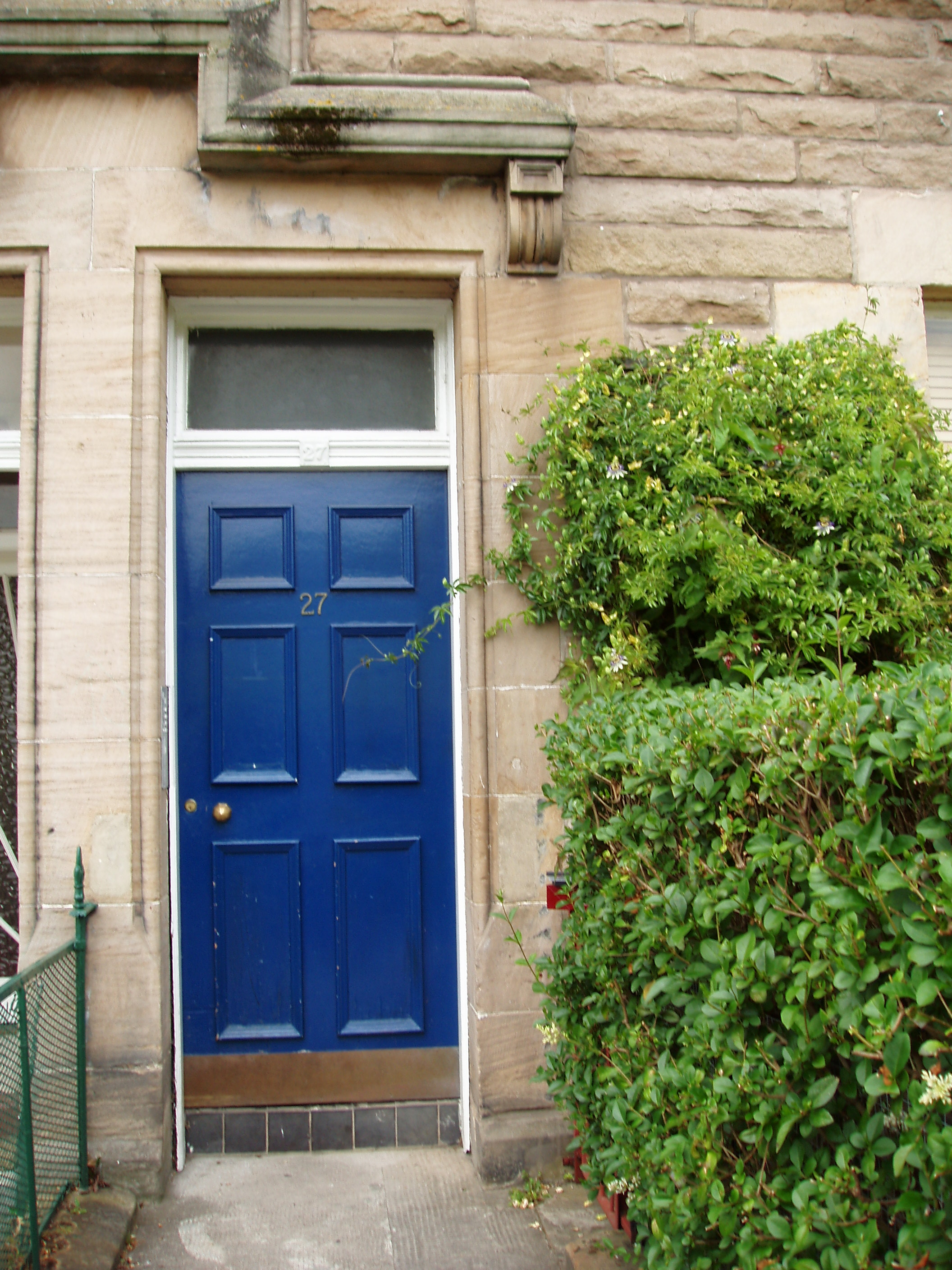
Współczesne drzwi zewnętrzne do domu w Szkocji

Drzwi zewnętrzne – przegroda, element zamykający osadzony w otworze drzwiowym w ościeżnicy. Drzwi zewnętrzne służą oddzieleniu wnętrza domu od podwórza, a mieszkania od klatki schodowej.

## Nazewnictwo
Często popełnianym błędem jest nazywanie skrzydła mianem drzwi. Skrzydło jest jedynie częścią składową drzwi, czyli „kompletu drzwiowego”.

## Zastosowanie drzwi zewnętrznych
Najważniejsze funkcje drzwi zewnętrznych to zapewnienie izolacji akustycznej (szczególnie istotnej w drzwiach wewnątrzklatkowych), izolacji termicznej pomieszczeń / budynków, ochrony antywłamaniowej, zapewnienie prywatności, oraz szczelność – ochrona przed pyłkami, zwierzętami (owadami, pajęczakami).

## Budowa drzwi zewnętrznych
Źródło
Drzwi zewnętrzne mogą być wykonane z różnych materiałów takich jak drewno, stal, aluminium, kompozyty, polistyren, poliuretan, szkło, PCW. Niemniej jednak niezależnie od użytych materiałów drzwi składają się z:
- skrzydła drzwiowego;
- ościeżnicy drzwiowej;
- progu;
- okuć (zamki, zawiasy, bolce antywyważeniowe, rygle);
- dodatkowe akcesoria (elektrozamek, wizjer, drzwiczki dla kota, przeszklenia, samozamykacz, kontrakton, systemy automatycznego zamykania / otwierania, naświetla, dostawki).

## Podział drzwi zewnętrznych, różnice z drzwiami wewnętrznymi
Źródło
Rozróżniamy drzwi zewnętrzne (Z) (oddzielające podwórze od wnętrzna budynku), oraz wewnątrzklatkowe (oddzielające mieszkanie od klatki schodowej). Podział drzwi wynika z różnego przeznaczenia, co za tym idzie z samej konstrukcji skrzydeł drzwiowych, które również znacznie odróżniają się od drzwi wewnętrznych (W).

### Drzwi dzieli się ze względu na
Źródło

#### Rodzaje stosowania
- Ogólnego stosowania (bez wymagań w zakresie odporności ogniowej, dymoszczelności).
- O deklarowanej klasie odporności ogniowej.

#### Miejsce montażu
- Drzwi zewnętrzne montowane w ścianach zewnętrznych budynku lub w ścianach oddzielających różne strefy budynku, np. drzwi dzielące część mieszkalną z częścią garażową [techniczną] (Z).
- Drzwi montowane w ścianach zewnętrznych mieszkania wewnątrz budynku – drzwi wewnątrzklatkowe, np. drzwi wejściowe do mieszkania (Z).
- Drzwi wewnętrzne montowane w wewnętrznych ścianach budynku, np. drzwi do sypialni (W).

#### Wypełnienie skrzydła (część wewnętrzna)
- Drzwi pełne drewniane (Z oraz W).
- Drzwi wypełnione poliuretanem (pianką) (Z).
- Drzwi wypełnione polistyrenem (styropianem) (Z).
- Drzwi wypełnione sprasowaną wełną mineralną (Z).
- Drzwi wypełnione papierem (plaster miodu) (W).
- Drzwi wypełnione płytą wiórową, wiórowo-otworową lub inną odmianą tej płyty (W oraz Z – wewnątrzklatkowe).

#### Rodzaj ramy stabilizującej skrzydło (drzwi ze stalowym płaszczem)
- Ramiak drewniany „pełny” biegnący po całym obwodzie skrzydła z szerszymi miejscami służącymi wzmocnieniu miejsca wkręcenia zawias oraz zamków (stosowany najczęściej do skrzydeł wypełnionych pianką dwuskładnikową) (Z).
- Ramiak drewniany „punktowy” znajdujący się tylko w miejscu montażu zawias i zamków (stosowany najczęściej do skrzydeł wypełnionych styropianem) (Z).
- Profil PCW wypełniony profilem aluminiowym (Z).
- Rama samonośna składająca się z belek pionowych oraz elementów poziomych. Rozwiązanie to stosowane jest w drzwiach wewnętrznych ramowych (W).
- Ramiak drewniany pełny lekki stosowany w drzwiach wewnętrznych płytowych i służy tylko do stabilizacji skrzydła (W)
- Ramiak oparty na płycie MDF.

#### Poszycie zewnętrzne skrzydła
- Stal – drzwi o konstrukcji składającej się z ramy drewnianej i płaszcza stalowego, gdzie pomiędzy warstwami stali oddzielonej ramą znajduje się wypełnienie (Z).
- Płyta sklejki wodoodpornej (Z oraz W).
- Płyta HDF (W oraz bardzo rzadko Z).

#### Rodzaj domyku / docisku
- Drzwi z przylgą dla skrzydeł z przylgą znajdującą się po bokach skrzydła oraz w górnej części (W oraz większość Z).
- Drzwi bezprzylgowe dla skrzydeł nie posiadających przylgi (skrzydła te zwane są zwyczajowo również: skrzydłem płaskim, tępym, prostym). (W oraz coraz rzadziej Z ze względu na gorszą szczelność całej konstrukcji).

#### Liczba uszczelek
- Standardowo 1 uszczelka montowana w ościeżnicy.
- Dodatkowa uszczelka montowana w skrzydle.
- Brak uszczeleklata 1980[potrzebny przypis].

#### Rodzaj wykończenia powierzchni zewnętrznej drzwi (skrzydła oraz ościeżnicy)
- Powłoka lakiernicza (W oraz Z) zazwyczaj w drzwiach z płaszczem stalowym (potocznie nazywane „drzwi stalowe) lub z litego drewna
- Okleina fornirowa (W oraz Z) dla drzwi drewnianych.
- Okleina CPL, PCW oraz tzw. „laminaty” (W oraz Z):

1. CPL i PCW stosowane są w drzwiach wewnętrznych (W) z MDF-u lub HDF-u;
2. laminaty stosowane są w drzwiach zewnętrznych (Z) drzwi płaszczowe (stal lub aluminium).

- Olej, wosk, capon dla drzwi z drewna pełnego.

#### Zastosowanie specjalistyczne (uwarunkowane miejsce montażu)
- Drzwi „techniczne” o lekkiej konstrukcji przeznaczone do montażu w magazynach, pomieszczeniach gospodarczych, piwnicach itp.
- Drzwi o podwyższonej odporności na wilgoć – przeznaczone do montowania np. na basenach.
- Drzwi o podwyższonej izolacji akustycznej[7][8].
- Drzwi przeciwpożarowe[9]: odporność na ogień w klasach EI30 lub EI60, odporność na dym w klasach Sa, Sm.
- Drzwi energooszczędne o podwyższonych parametrach termoizolacyjnych szczególnie chętnie stosowane w budownictwie[10]:

1. tradycyjnym Ud=<2,3 W/(m2*K);
2. energooszczędnym o wyższym zakresie parametru Ud (Ud≥1.1 W/(m2*K))
3. energooszczędnym o niższym zakresie parametru Ud (Ud<1.1 W/(m2*K))
4. pasywnym Ud=<0,8 W/(m2*K);

- Drzwi antywłamaniowe (minimum w klasie C3).
- Drzwi do skarbców bankowych itp. obiektów.